# Gompholobium burtonioides
Gompholobium burtonioides är en ärtväxtart som beskrevs av Meissner. Gompholobium burtonioides ingår i släktet Gompholobium och familjen ärtväxter. Inga underarter finns listade i Catalogue of Life.